# CTF1
CTF1 (англ. Cardiotrophin 1) – білок, який кодується однойменним геном, розташованим у людей на короткому плечі 16-ї хромосоми. Довжина поліпептидного ланцюга білка становить 201 амінокислот, а молекулярна маса — 21 227.
| 10         |  | 20         |  | 30         |  | 40         |  | 50         |
| ---------- |  | ---------- |  | ---------- |  | ---------- |  | ---------- |
| MSRREGSLED |  | PQTDSSVSLL |  | PHLEAKIRQT |  | HSLAHLLTKY |  | AEQLLQEYVQ |
| LQGDPFGLPS |  | FSPPRLPVAG |  | LSAPAPSHAG |  | LPVHERLRLD |  | AAALAALPPL |
| LDAVCRRQAE |  | LNPRAPRLLR |  | RLEDAARQAR |  | ALGAAVEALL |  | AALGAANRGP |
| RAEPPAATAS |  | AASATGVFPA |  | KVLGLRVCGL |  | YREWLSRTEG |  | DLGQLLPGGS |
| A          |  |            |  |            |  |            |  |            |

A: Аланін

C: Цистеїн

D: Аспарагінова кислота

E: Глутамінова кислота

F: Фенілаланін

G: Гліцин

H: Гістидин

I: Ізолейцин

K: Лізин

L: Лейцин

M: Метіонін

N: Аспарагін

P: Пролін

Q: Глутамін

R: Аргінін

S: Серин

T: Треонін

V: Валін

W: Триптофан

Кодований геном білок за функцією належить до цитокінів. 
Задіяний у такому біологічному процесі, як альтернативний сплайсинг. 
Секретований назовні.